# アルファ 帰還りし者たち
『アルファ 帰還りし者たち』（あるふぁ かえりしものたち、原題:Alpha）は2018年に公開されたアメリカ合衆国の冒険映画である。監督はアルバート・ヒューズ、主演はコディ・スミット＝マクフィーが務めた。本作は日本国内で劇場公開されなかったが、2019年6月5日にDVDが発売された。

## 概略
旧石器時代のヨーロッパ。族長のタウは息子のケダを初めて狩猟の旅に同行させることにした。しばらくして、一行はステップバイソンの群れを発見し、バイソンを巧みに誘導して崖下に落とそうとした。その最中、ケダはバイソンの突進を受けて崖下に転落してしまった。タウはケダを救出しようとしたが、仲間たちから諫められ、葬送の儀式を行った後に旅を再開した。ところが、ケダは辛うじて生きていたのである。ケダは自力で村に帰らなければならない状態に陥ったが、道中、1匹のオオカミ（アルファ）を手なずけることに成功した。
本作はケダとアルファが様々な困難を共に乗り越え、故郷の村に帰還するまでを描き出していく。

## キャスト
- コディ・スミット＝マクフィー - ケダ
- ヨハネス・ヘイクル・ヨハネソン - タウ
- ナターシャ・マルテ - ロー
- レオノア・ヴァレラ - シャーマン
- イェンス・フルテン - イー
- メルセデス・デ・ラ・ゼルダ - ヌー
- スペンサー・ボガート - カッパ

## 製作
2015年9月15日、アルバート・ヒューズ監督が新作映画『The Solutrean』の製作に着手したとの報道があった。11月12日、コディ・スミット＝マクフィーの出演が決まったと報じられた。2016年2月19日、本作の主要キャストが発表された。2017年6月、本作のタイトルが『The Solutrean』から『Alpha』に変更された。2018年6月14日、マイケル・スターンズとジョセフ・S・デビーシが本作で使用される楽曲を手掛けるとの報道があった。10月26日、マディソン・ゲート・レコーズが本作のサウンドトラックを発売した。

### 撮影
本作の主要撮影は2016年2月から5月にかけてカナダのバンクーバー一帯やアルバータ州、アイスランドで行われた。
クルーが5頭のアルバータバイソンを撮影のために殺すという一件があったため、アメリカ人道協会（AHA）が調査に乗り出した。調査の結果、AHAは本作に「動物には一切害を与えていない」という認証を与えないと発表した。それを受けて、動物の倫理的扱いを求める人々の会は本作のボイコットを呼びかけた。

## 公開・マーケティング
当初、本作は2017年9月15日に全米公開される予定だったが、後に公開日は2018年3月2日→同年9月14日→8月17日と変更されることになった。
2017年7月18日、本作のオフィシャル・トレイラーが公開された。2018年6月14日、本作のオフィシャル・トレイラー第2弾が公開された。

## 興行収入
本作は『クレイジー・リッチ!』及び『マイル22』と同じ週に封切られ、公開初週末に600万ドル前後を稼ぎ出すと予想されていたが、実際の数字はそれを上回るものとなった。2018年8月17日、本作は全米2719館で公開され、公開初週末に1035万ドルを稼ぎ出し、週末興行収入ランキング初登場5位となった。

## 評価
本作は批評家から好意的に評価されている。映画批評集積サイトのRotten Tomatoesには130件のレビューがあり、批評家支持率は80%、平均点は10点満点で6.52点となっている。サイト側による批評家の見解の要約は「演技は上々で、映像も美しい。『アルファ 帰還りし者たち』は犬の魅力と手に汗握るアクションをブレンドし、壮大なスケールの冒険を観客に届けている。」となっている。また、Metacriticには26件のレビューがあり、加重平均値は63/100となっている。なお、本作のCinemaScoreはB+となっている。